# Chrysococcyx osculans
Il cuculo orecchienere o cuculo guancenere (Chrysococcyx osculans Gould, 1847) è un uccello della famiglia Cuculidae.

## Distribuzione e habitat
Questo uccello vive in Australia, Indonesia e Papua Nuova Guinea.

## Tassonomia
Chrysococcyx osculans non ha sottospecie, è monotipico.